# 遠心クラッチ

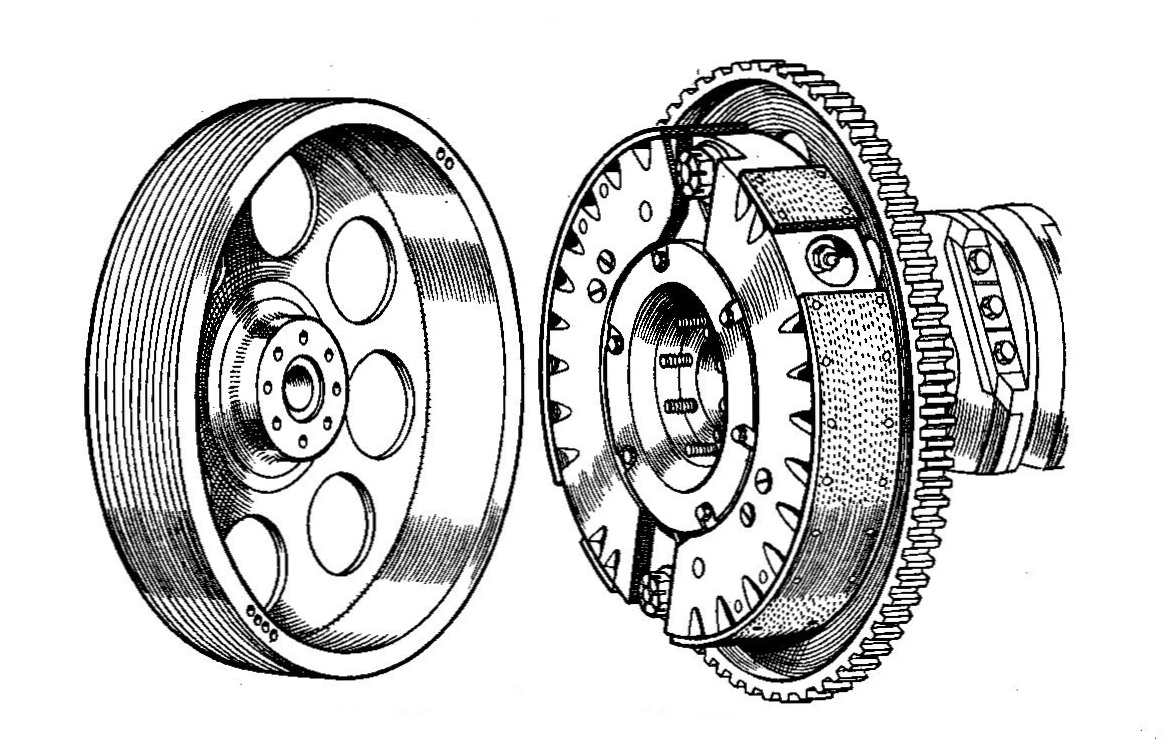
1930年代のタルボ車の「トラフィッククラッチ」

遠心クラッチ（えんしんクラッチ）は、作動するのに遠心力を使用する自動クラッチである。出力シャフトは低い回転速度で切り離され、回転速度が上がるにつれてより噛み合う。モペッド、スクーター、芝刈り機、ゴーカート、チェーンソー、ポケットバイクでしばしば使われる。また、一部のパラモーターやボートでも使われる。ある程度の熟練を要する手動でのクラッチ操作を自動化し、機械を扱いやすくするものだが、自動車ではトルクコンバータのようなものに取って代わられている。

## 動作

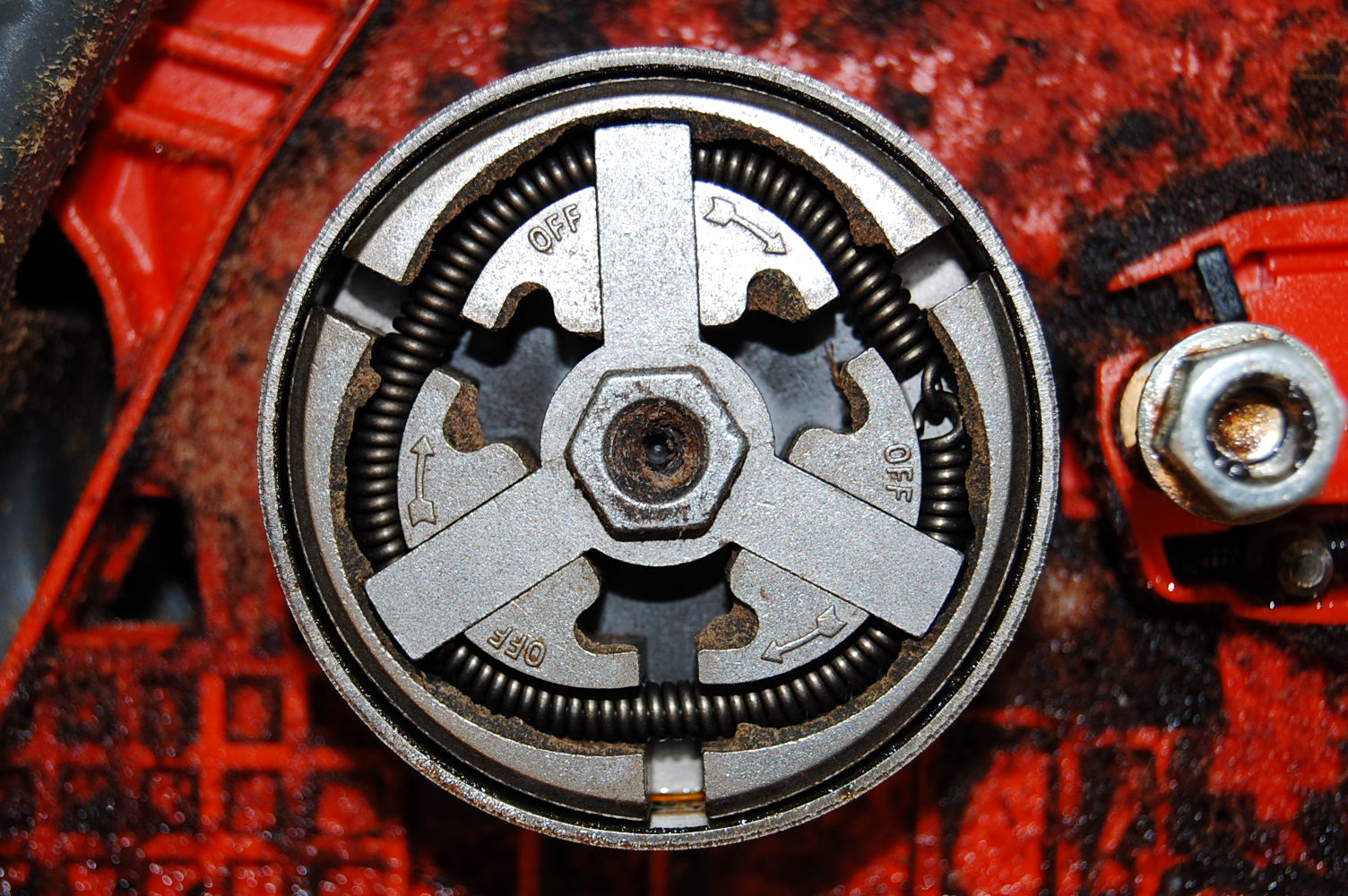
チェーンソーのクラッチ。外縁のドラムが機械内部のスプロケットにつながっており、刃のついたチェーンを駆動する。その他の部分がエンジン側につながり、エンジン回転数に従って開閉する。

クラッチの入力側はエンジンのクランクシャフトと連結されているのに対して、出力側はシャフト、チェーン、あるいはベルトを駆動する。エンジンの回転数が上がるにつれて、クラッチ内の重りの付いたアームが外側へ回転し、クラッチを噛み合わせる。最も一般的な種類は、放射状にマウントされた摩擦パッド（シュー）を持ち、これはハウジングのリムの内側で噛み合う。センターシャフト上には、様々な数の引っ張りばねが存在し、これがクラッチシューと連結している。センターシャフトが十分速く回転する時、ばねが延びて、クラッチシューは摩擦面とかみ合う。構造はドラムブレーキを逆転させたものに似ていると言える。この種類はほとんどの手製カートや芝刈り機、園芸機器、燃料で動力を得るモデルカー、低出力チェーンソーで見ることができる。
レーシングカートではモーターサイクルのクラッチのように互いに重なる摩擦ディスクとクラッチディスクも持つ種類も使われている。重りの付いたアームによって、これらのディスクは互いに近付き、クラッチが噛み合う。エンジンがある速度に達すると、クラッチが作動し、無段変速機にやや似たように働く。荷重が増加すると、速度が落ち、クラッチは切り離され、速度が再び上昇すると、クラッチが再びつながる。適切に調整すれば、このクラッチはエンジンのトルクピーク近くで速度を維持することができる。この結果、かなりの廃熱が生じるが、幅広い速度領域において、多くの用途でダイレクトドライブよりもはるかに便利である。

## 歴史

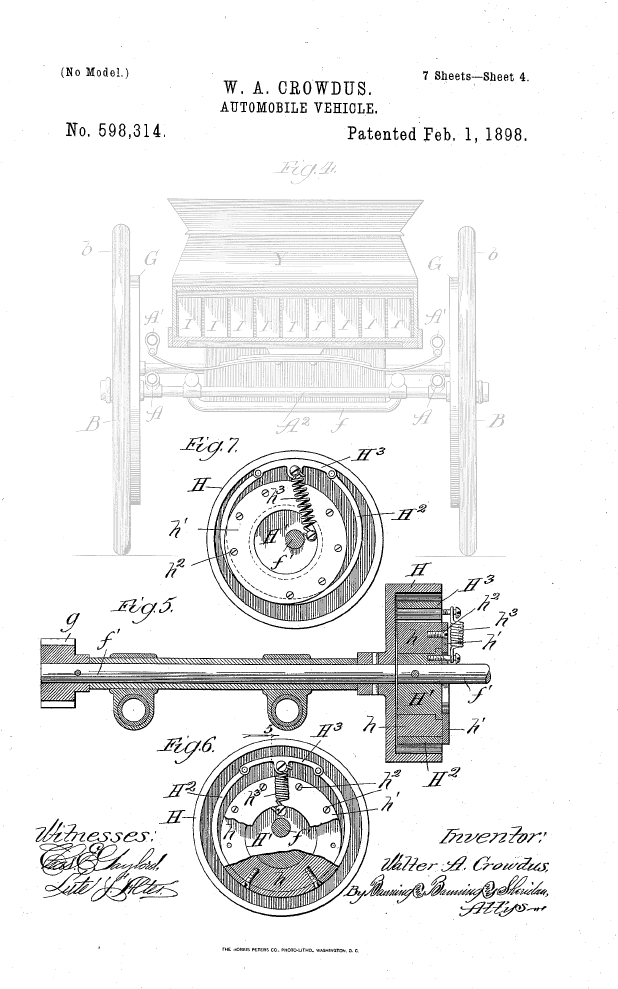
1898年の特許申請書に示されている遠心クラッチ

遠心クラッチは1858年以前に鉄道機関車で使われ、1899年の特許において（電動モーターと関連して）言及されている。
特許は1898年に（電動車上の）自動車用遠心クラッチについてアメリカ合衆国で取得された。
1934年6月のメカノ・マガジン誌に、おもちゃの「自動クラッチ」の設計が掲載されている。
アームストロング・シドレー車は1936年初頭に自動（遠心）クラッチを搭載した。
バルーンカテーテルを発明したトーマス・J・フォガーティは、1940年代に小型モーター向けの遠心クラッチを発明したとされている 。

## 原理
遠心クラッチは遠心力の原理に基づいて動く。これは、エンジンスピードが特定の回転数に到達した時にクラッチ内部に十分な遠心力が生成し、これによってクラッチが噛み合い、エンジンパワーが伝達されることを意味する。より低いエンジンスピードでは、自身を切り離してパワー伝達が止まる。